# Hap Inc.
hap Inc.（日語：株式会社ハップ）是一家位於日本東京都澀谷區代代木的獨立遊戲開發公司，公司員工僅一人。代表作為《媽媽把我的遊戲藏起來了》系列，旗下作品以海外版的糟糕翻譯而聞名。

## 歷史
石本勇作過去在一家網絡公司任職網頁設計師，主要工作為使用Adobe Flash Player製作網頁。由於公司規模不大，只有10個人，他也擔任公司其他工作，包括銷售、報價、和客戶會面等。業餘時間，石本勇作會用Flash製作一些小工具和教育類應用。離開公司兩年後，2007年石本勇作成立hap，承接Flash相關的程序外包。隨著iPhone普及，Flash的相關程序需求減少，石本勇作有了更多空閒的時間，石本勇作就利用這些時間嘗試用Flash製作遊戲。2012年石本勇作發佈了第一款應用，這是一個簡單的投骰子遊戲。
直到2013年，石本勇作仍然從事外包的工作。由於顧及客戶的看法，所以創作的遊戲主題也十分克制。2014年沒有工作的限制，石本勇作開始跟隨自己的想法開發遊戲，該年第一個發佈的遊戲是《奇怪的任意球》，遊戲剛發佈時並沒有引起關注，後來石本勇作另一個遊戲《東京死球》被App Bank、Fami通App等遊戲媒體報道，村井智建等YouTuber推薦，之前開發的《奇怪的任意球》等遊戲也引起玩家的關注。石本勇作開發的遊戲一度成為App Store免費遊戲榜第一位。石本勇作最初對遊戲內置廣告並不感興趣，他也顧忌到廣告影響遊戲的體驗，後來才給遊戲增加了一些全屏廣告。石本勇作遊戲開發時間一般只有兩週，他喜歡設計有結局的遊戲，他也不介意玩家在通關遊戲後刪除遊戲。他認為如果塑造出hap的作品都有結局的印象，玩家就願意去嘗試hap的其他作品，去通關遊戲。最初石本勇作是打算把遊戲的美術外包，由於感覺美術無法理解他傳達的想法，於是選擇在遊戲中直接使用自己給美術的概念圖，之後的作品也是自己負責遊戲的美術。遊戲的海外版標題，石本勇作會使用Google翻譯進行翻譯，這導致他的作品海外譯名都十分奇怪。
2016年石本勇作用了一個月時間開發了《媽媽把我的遊戲藏起來了》，遊戲在8月發佈，兩個月後下載量達到500萬，並奪得日本、台灣、韓國、泰國多地App Store免費遊戲榜第一位。hap更成為App Annie統計中8月（iOS類別）第二大發行商，當月首位是COLOPL，第三位是萬代南夢宮。

## 開發遊戲
| 遊戲名稱                    | 發售日期       | 備註         |
| --------------------------- | -------------- | ------------ |
| 《骰子10》                  | 2012年7月3日   | [ 6 ]        |
| 《Handris!》                | 2013年12月20日 | [ 6 ]        |
| 《奇怪的任意球》            | 2014年2月10日  | [ 4 ] [ 6 ]  |
| 《奇怪的投手》              | 2014年5月3日   | [ 7 ]        |
| 《烤面包的女孩》            | 2014年7月2日   | [ 6 ]        |
| 《奇怪的單槓》              | 2014年10月30日 | [ 6 ]        |
| 《奇怪的擊球練習場》        | 2015年4月23日  | [ 6 ] [ 8 ]  |
| 《副隊長》                  | 2015年9月23日  | [ 6 ]        |
| 《貓跨欄》                  | 2015年12月1日  | [ 6 ]        |
| 《在你身後！》              | 2016年3月18日  | [ 6 ]        |
| 《媽媽把我的遊戲藏起來了》  | 2016年8月8日   | [ 6 ] [ 9 ]  |
| 《媽媽把我的遊戲藏起來了2》 | 2017年1月3日   | [ 6 ]        |
| 《冰箱裡的布丁被吃掉了》    | 2017年7月27日  | [ 6 ] [ 10 ] |
| 《戀愛測量儀》              | 2017年12月23日 | [ 6 ]        |
| 《媽媽把我的遊戲藏起來了3》 | 2018年7月17日  | [ 6 ]        |
| 《Mr 成功》                 | 2018年12月23日 | [ 6 ]        |
| 《全壘打太郎》              | 2019年8月1日   | [ 6 ]        |
| 《宅家鬥士》                | 2020年3月12日  | [ 6 ]        |
| 《媽媽把我的遊戲藏起來了4》 | 2020年12月29日 | [ 6 ]        |
| 《東京遊戲腦》              | 2022年8月8日   | [ 6 ]        |
| 《掃雷》                    | 2022年10月29日 | [ 6 ]        |

## 備註
1. ↑  以《媽媽把我的遊戲藏起來了》為例，早期中文版譯名為《隐藏我的游戏母亲》，英文譯名為《Hidden My Game By Mum》。